# 布伊斯
布伊斯（法語：Bouisse，法語發音：[bwis] ⓘ）是法国奥德省的一个市镇，属于卡尔卡松区。

## 地理
布伊斯（42°59'12"N, 2°27'12"E）面积25.44 平方千米，位于法国奧克西塔尼大區奥德省，该省份为法国南部沿海省份，北起塔恩省，西北接上加龙省，西接阿列日省，南至东比利牛斯省，东临地中海，东北与埃罗省接壤。
与布伊斯接壤的市镇（或旧市镇、城区）包括：阿尔比耶尔、阿尔克、洛凯河畔科内特、莱里耶尔、拉内、蒙茹瓦、瓦尔米热尔、维拉尔德贝勒。

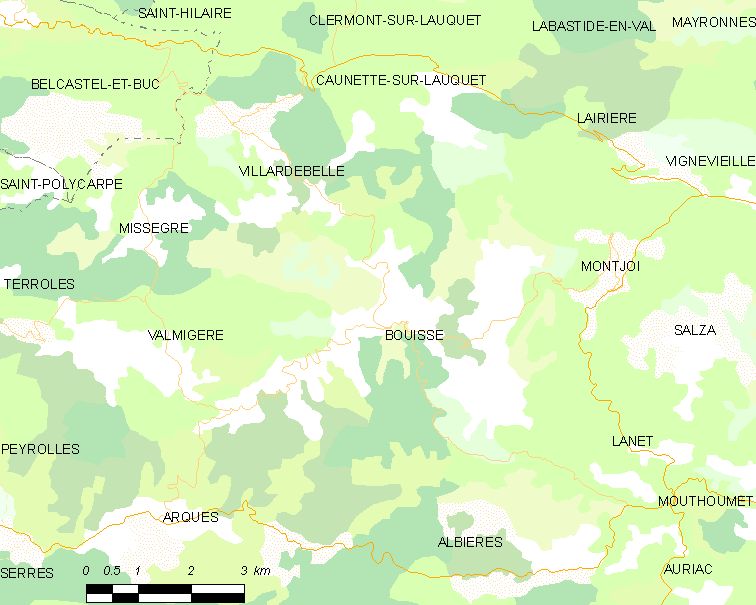
布伊斯的OSM定位图

布伊斯的时区为UTC+01:00、UTC+02:00（夏令时）。

## 行政
布伊斯的邮政编码为11330，INSEE市镇编码为11044。

## 政治
布伊斯所属的省级选区为莱科比耶尔县。

## 人口

1962-2008年间布伊斯人口变化图示

布伊斯于2022年1月1日时的人口数量为103人。